# Rue de Lesseps
La rue de Lesseps est une voie du 20e arrondissement de Paris, en France.

## Situation et accès
La rue de Lesseps est une voie publique située dans le 20e arrondissement de Paris. Elle débute au 81 bis, rue de Bagnolet et se termine en impasse par un mur du cimetière du Père-Lachaise.

## Origine du nom
Elle porte le nom du diplomate et administrateur français Ferdinand de Lesseps (1805-1894), qui a dirigé le percement du canal de Suez (l'impasse de Suez à quelques mètres de la rue y fait référence).

## Historique
Cette voie est ouverte sous sa dénomination actuelle en 1889. Les villas et immeubles du n°2 à 8 ont été édifiées par l'architecte Camille Nivoit entre 1889 et 1892. Traitement et décor pittoresque utilisant la brique.
Le 11 mars 1918, durant la Première Guerre mondiale, le no 13 rue de Lesseps est touché lors d'un raid effectué par des avions allemands.

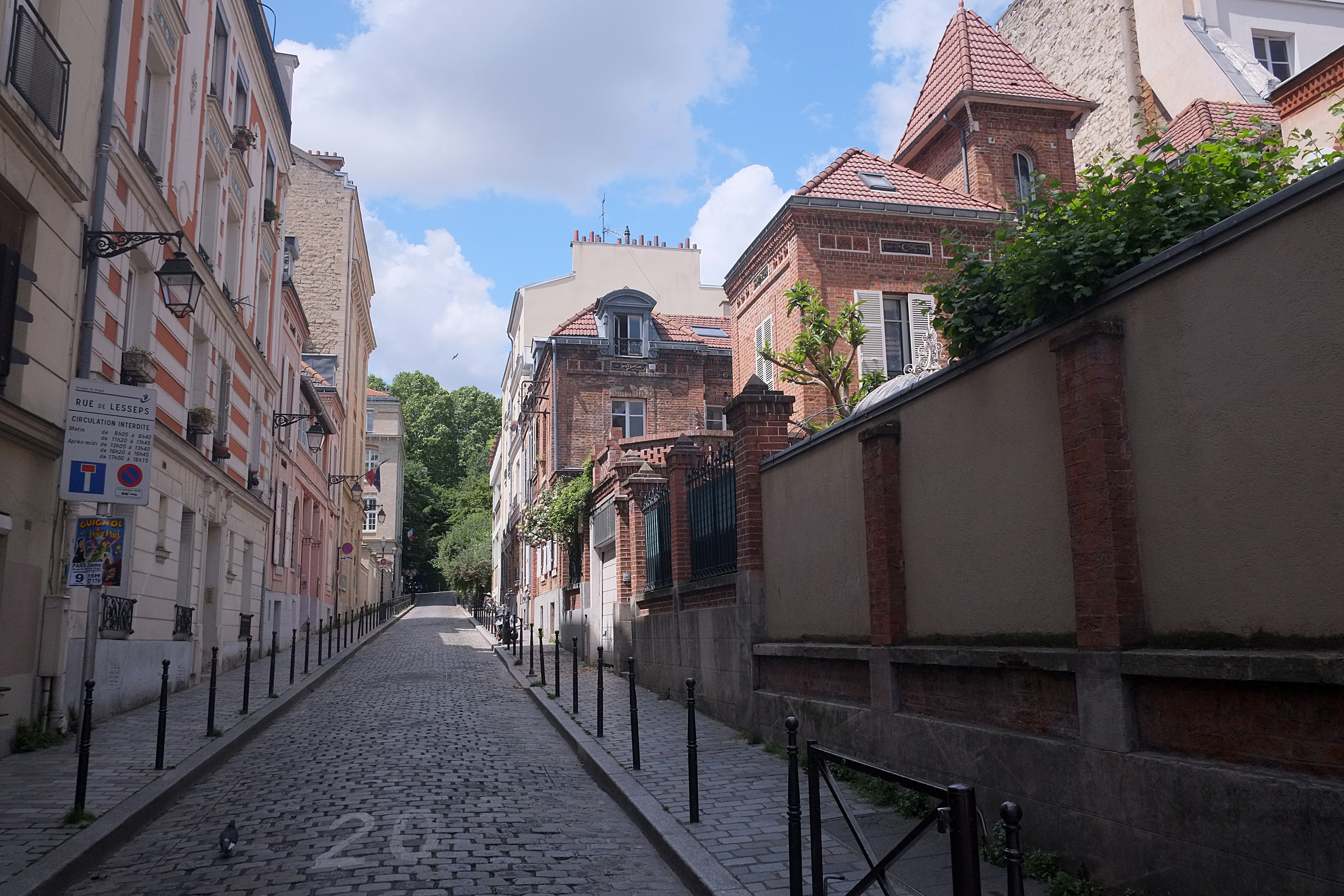
Rue de Lesseps, en juin 2019.
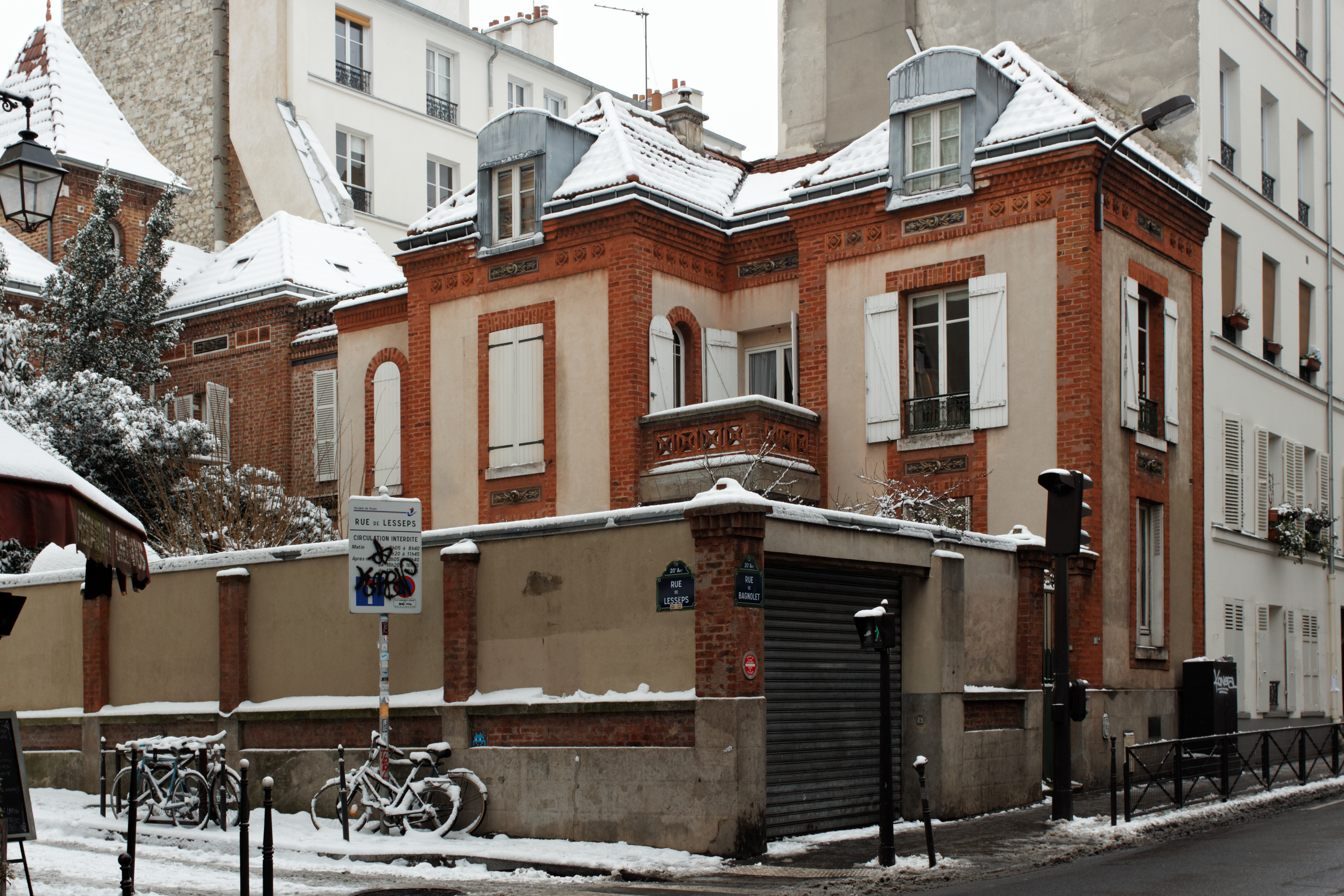
Maison d'angle avec la rue de Bagnolet.
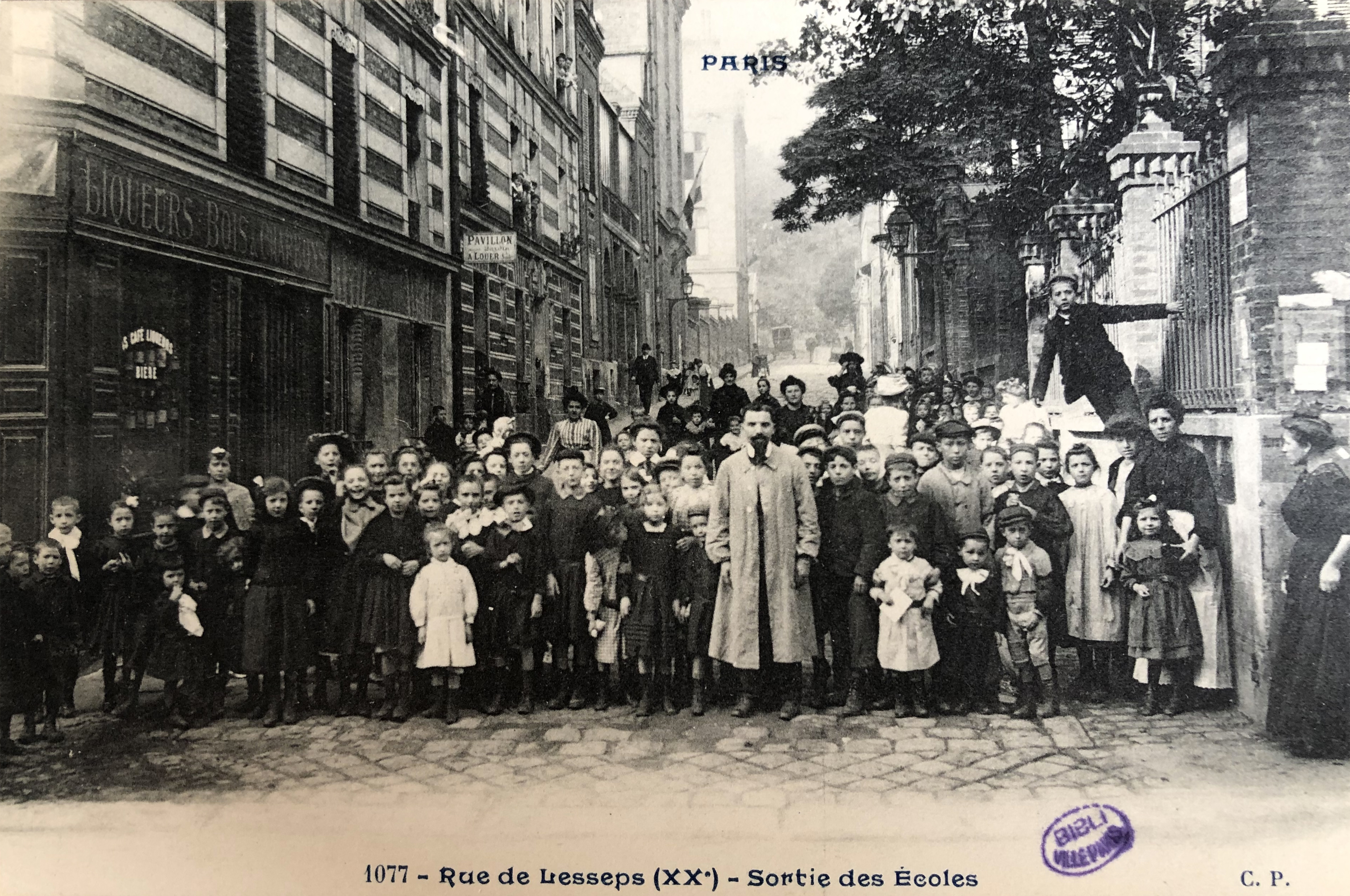
Carte postale ancienne de la rue de Lesseps prise depuis la rue de Bagnolet.
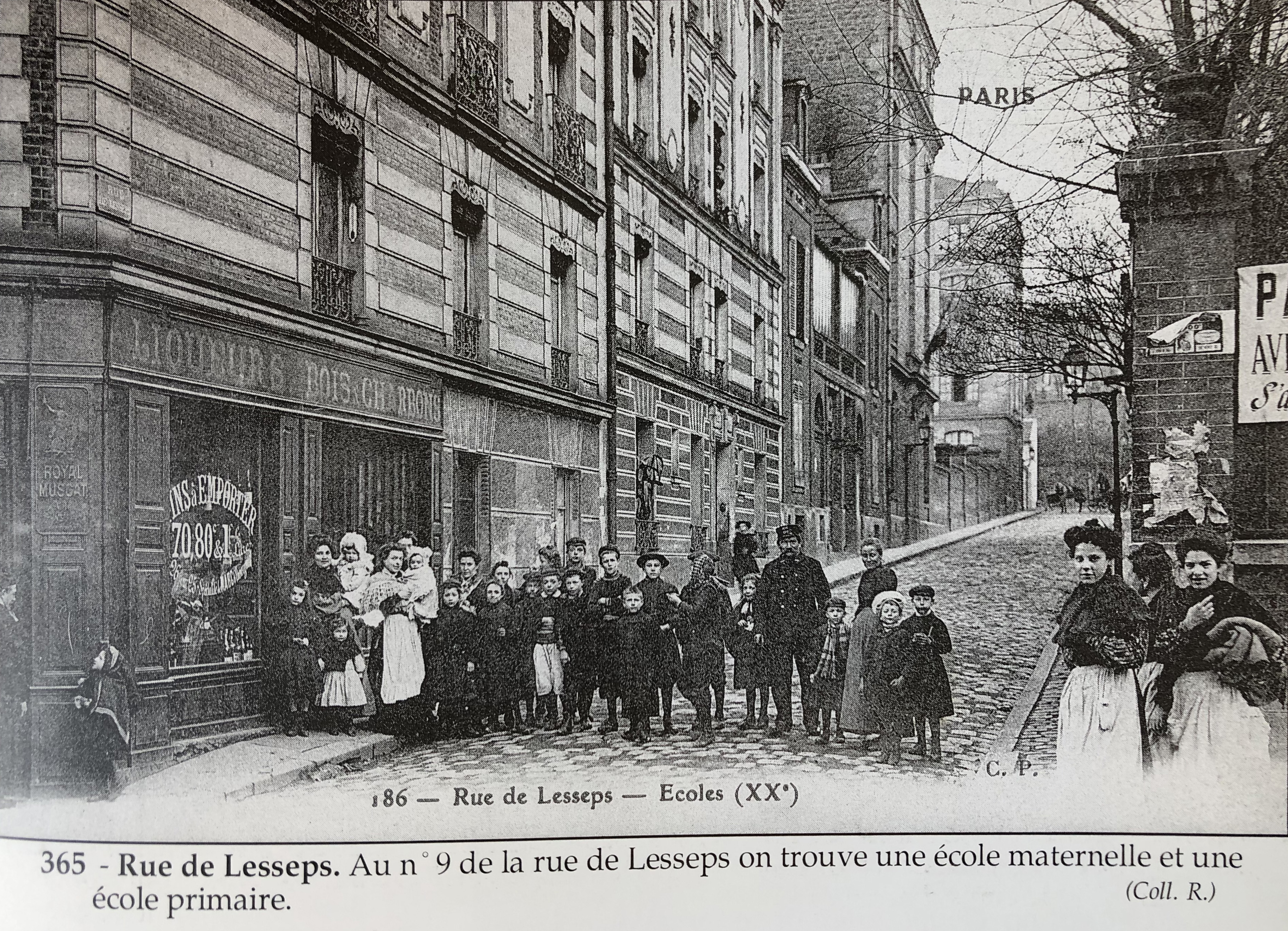
Carte postale ancienne de la rue de Lesseps prise depuis la rue de Bagnolet.
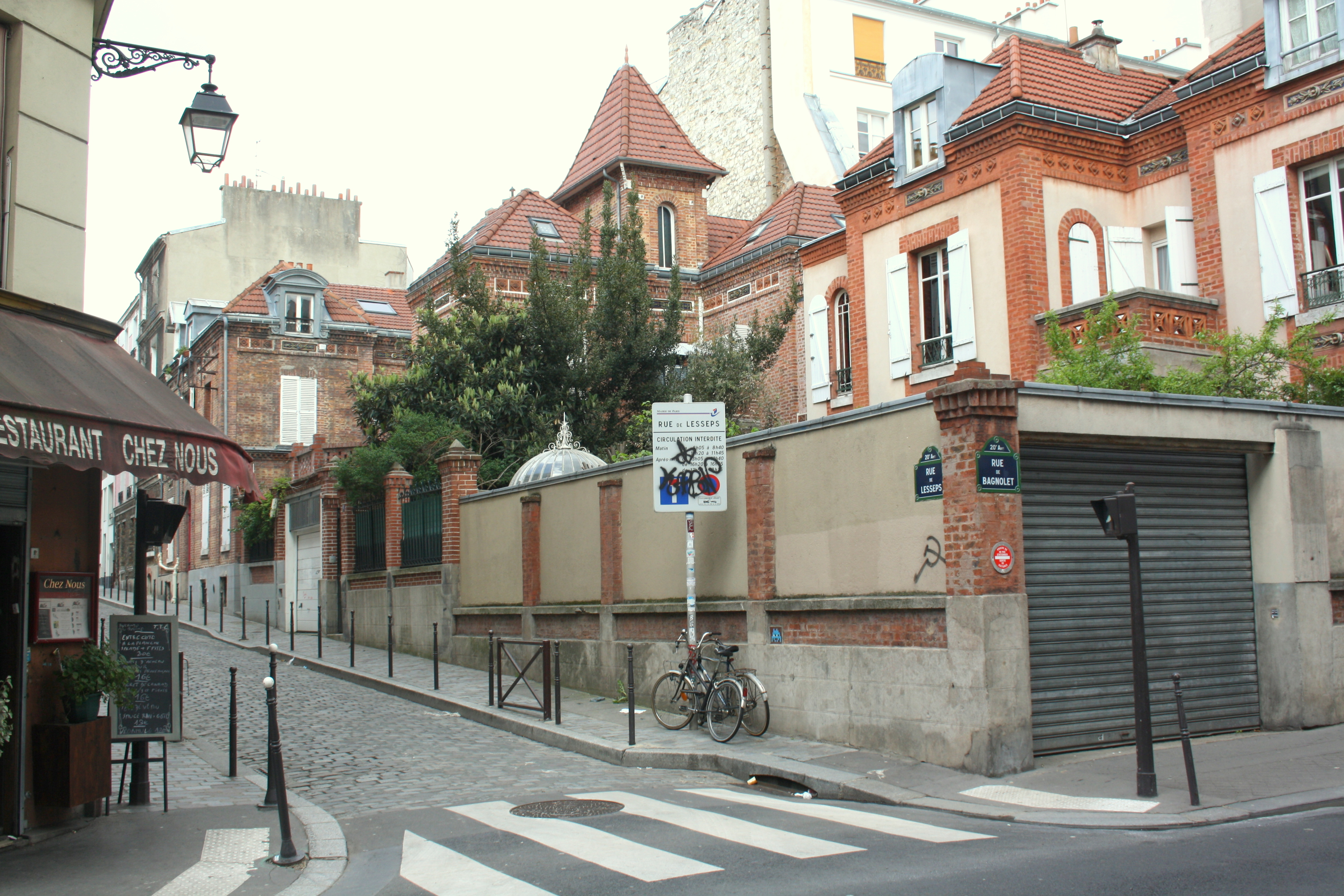

## Bâtiments remarquables et lieux de mémoire
- No 9 : école maternelle et élémentaire.